# Blaine Lacher
Blaine Lacher (* 5. September 1970 in Medicine Hat, Alberta; † 29. Januar 2024 ebenda) war ein kanadischer Eishockeytorwart, der im Verlauf seiner aktiven Karriere zwischen 1990 und 1997 unter anderem 52 Spiele für die Boston Bruins in der National Hockey League (NHL) bestritten hat.

## Karriere
Blaine Lacher spielte während seiner Juniorenzeit von 1988 bis 1990 für die Melville Millionaires in der Saskatchewan Junior Hockey League (SJHL), bei denen er in 39 Spielen im Tor stand und einen Shutout verbuchte. Anschließend begann er ein Studium an der Lake Superior State University und spielte aktiv Eishockey in der Central Collegiate Hockey Association (CCHA). Seine beste Spielzeit bei den Lakers gelang ihm im Spieljahr 1993/94 mit sechs Shutouts in 30 Spielen und dem Gewinn der nationalen College-Meisterschaft der National Collegiate Athletic Association (NCAA). Während der Spielzeit stellte er mit 375:01 Minuten ohne Gegentor einen NCAA-Rekord auf.
Inzwischen fast 24-jährig unterschrieb der Torwart im Juni 1994 als ungedrafteter Free Agent einen Vertrag bei den Boston Bruins aus der National Hockey League (NHL). In der Saison 1994/95 kam er in 35 NHL-Spielen für die Bruins zum Einsatz, parierte 90,2 Prozent der Schüsse und schaffte vier Shutouts. Im Februar 1995 wurde er zum NHL-Rookie des Monats gewählt. In den Playoffs folgte das Ausscheiden in der ersten Runde gegen die New Jersey Devils. In der Saison 1995/96 stand er noch in zwölf NHL-Spielen im Tor der Bruins, doch im Anschluss wurde er ins Farmteam zu den Providence Bruins in die American Hockey League (AHL) geschickt und durch Bill Ranford ersetzt. Außerdem spielte er noch ein paar Partien für die Cleveland Lumberjacks in der International Hockey League (IHL). Die Saison 1996/97 verbrachte Lacher bei deren Ligakonkurrenten Grand Rapids Griffins, für die er in elf Spielen im Tor stand und zum Saisonende seine aktive Karriere beendete.
Lacher verstarb Ende Januar 2024 im Alter von 53 Jahren in seiner Geburtsstadt Medicine Hat in der kanadischen Provinz Alberta.

## Erfolge und Auszeichnungen
| - 1992 CCHA-Meisterschaft mit der Lake Superior State University - 1993 CCHA-Meisterschaft mit der Lake Superior State University - 1993 CCHA Tournament MVP | - 1994 NCAA-Division-I-Championship mit der Lake Superior State University - 1994 NCAA Championship All-Tournament Team - 1995 NHL-Rookie des Monats Februar |

## Karrierestatistik
(Legende zur Torhüterstatistik: GP oder Sp = Spiele insgesamt; W oder S = Siege; L oder N = Niederlagen; T oder U oder OT = Unentschieden oder Overtime- bzw. Shootout-Niederlage; Min. = Minuten; SOG oder SaT = Schüsse aufs Tor; GA oder GT = Gegentore; SO = Shutouts; GAA oder GTS = Gegentorschnitt; Sv% oder SVS% = Fangquote; EN = Empty Net Goal; 1 Play-downs/Relegation; Kursiv: Statistik nicht vollständig)